# Moussa Latoundji
Moussa Latoundji (ur. 13 sierpnia 1978 w Porto-Novo) – beniński piłkarz grający na pozycji środkowego pomocnika.

## Kariera klubowa
Karierę piłkarską Latoundji rozpoczął w klubie AS Dragons FC de l’Ouémé ze stolicy kraju Porto-Novo. W 1993 roku zadebiutował w jego barwach w pierwszej lidze benińskiej. W latach 1993 i 1994 dwukrotnie z rzędu wywalczył mistrzostwo Beninu. W 1997 roku odszedł do nigeryjskiego Julius Berger FC z miasta Lagos. Grał w nim przez rok. Na początku 1998 roku został zawodnikiem francuskiego FC Metz. Przez pół sezonu był jednak członkiem czwartoligowych rezerw tego klubu.
Latem 1998 roku Latoundji przeszedł z FC Metz do niemieckiego Energie Cottbus. W jego barwach zadebiutował 13 sierpnia 1998 w zremisowanym 1:1 domowym spotkaniu ze SpVgg Greuther Fürth. W 2000 roku awansował wraz z Energie do pierwszej ligi. Z kolei w 2003 roku Energie zostało zdegradowane do drugiej ligi. Przed rozpoczęciem sezonu 2004/2005 zakończył karierę z powodu ciężkiej kontuzji.
| Sezon   | Klub             | Kraj    | Rozgrywki            | Mecze | Bramki |
| ------- | ---------------- | ------- | -------------------- | ----- | ------ |
| 1993    | AS Dragons       | Benin   | Championnat National | ?     | ?      |
| 1994    | AS Dragons       | Benin   | Championnat National | ?     | ?      |
| 1995    | AS Dragons       | Benin   | Championnat National | ?     | ?      |
| 1996    | AS Dragons       | Benin   | Championnat National | ?     | ?      |
| 1997    | Julius Berger FC | Nigeria | Premier League       | ?     | ?      |
| 1997/98 | FC Metz B        | Francja | CFA                  | 14    | 7      |
| 1998/99 | Energie Cottbus  | Niemcy  | 2. Bundesliga        | 18    | 1      |
| 1999/00 | Energie Cottbus  | Niemcy  | 2. Bundesliga        | 19    | 6      |
| 2000/01 | Energie Cottbus  | Niemcy  | Bundesliga           | 26    | 0      |
| 2001/02 | Energie Cottbus  | Niemcy  | Bundesliga           | 4     | 0      |
| 2002/03 | Energie Cottbus  | Niemcy  | Bundesliga           | 25    | 1      |
| 2003/04 | Energie Cottbus  | Niemcy  | 2. Bundesliga        | 27    | 4      |

## Kariera reprezentacyjna
W reprezentacji Beninu Latoundji zadebiutował w 1993 roku. W 2004 roku został powołany do kadry na Puchar Narodów Afryki 2004. Tam rozegrał 3 spotkania: z Republiką Południowej Afryki (0:2), z Marokiem (0:4) i z Nigerią (1:2 i gol w 90. minucie).